# Moto Guzzi Trotter
Die Moto Guzzi Trotter ist ein Mofa mit Zweitaktmotor des italienischen Herstellers Moto Guzzi, das von 1966 bis 1973 in Mandello del Lario gebaut wurde. Die Modellbezeichnung bezieht sich auf einen berühmten Park im Nordosten von Mailand, der auf der gleichnamigen ehemaligen Trabrennbahn errichtet wurde, wo übrigens 1911 das vom neu gegründeten Moto Club d'Italia organisierte, erste nationale Motorradrennen Italiens stattfand.

## Geschichte
In Europa waren für die kostengünstige Mobilität seit Beginn der 1960er Jahre zunehmend moderne Mopeds und, ab Mitte des Jahrzehnts, die noch einfacheren Mofas gefragt. Die Trotter als entsprechendes Angebot Moto Guzzis entstand allerdings in einer für das Unternehmen wirtschaftlich sehr schwierigen Zeit. Am 25. Februar 1966 wurde das Unternehmen unter Konkursverwaltung durch das staatlich kontrollierte IMI (Istituto Mobiliare Italiano) gestellt. Die gesamte Belegschaft wurde entlassen und zu einem kleinen Teil am nächsten Tag wieder eingestellt, worauf die beiden Kader der Entwicklungsabteilung, Giulio Cesare Carcano und Enrico Cantoni, das Unternehmen verließen.
In dieser Situation wurde die Trotter unter Hochruck fertig entwickelt und kam im Frühjahr 1966 auf den Markt. Die erste Version ist mechanisch sehr schlicht: der starre Pressstahlrahmen besteht aus tiefgezogenen, in einem „V“ angeordneten Blechelementen, der Einzylinder-Zweitaktmotor mit 41 cm³ Hubraum ist mit einem einfach konstruierten Zweiganggetriebe und automatischer, fliehkraftbetätigter Einscheibenkupplung gepaart. Diese Einfachheit spiegelt sich im Verkaufspreis wider, der bei der Einführung bei damals günstigen rund 54.000 Lire lag. Die Trotter war das erste von Moto Guzzi gebaute Kraftrad, das bewusst auf die Käufergruppen der Frauen und Stadtbewohner zielte.
Die Trotter war ein sofortiger Erfolg und deren gute Gewinnmarge leistete einen wichtigen Beitrag zu den Bemühungen, das dramatisch schwindende Kapital von Moto Guzzi – deren Führung die Gründerfamilie Parodi zum 1. Februar 1967 an die SEIMM (Società Esercizio Industrie Moto Meccaniche) abgab – wiederherzustellen und die Produktionskapazitäten auszulasten. Ende 1967 wurde das Modell überarbeitet und das Angebot neben der nun „Normale“ bezeichneten Basisausführung um zwei weitere Varianten erweitert: „VIP“ (in leuchtenden Farben lackiert) und „Super“ (mit Teleskopgabel). Ende 1969 wurde die Trotter technisch und optisch stark überarbeitet. Wichtigste Änderungen sind der neue 49-cm³-Motor mit einem waagerechten statt schrägen, von der Dingo abgeleiteten Zylinder und am Vorderrad eine Gabel mit geschobener Kurzschwinge. Zwei Varianten wurden angeboten: „Special“, mit am vorderen Rahmenrohr hängendem, kleinerem Tank und starrem Rahmen am Heck, und „Mark“, mit in den Rahmen integriertem, größeren Tank und Hinterradfederung. Beide Varianten waren wahlweise mit einem Ein-Gang-Getriebe oder mit einem stufenlosen Getriebe erhältlich (siehe Abschnitt Antrieb und Datentabelle).
Die Produktion wurde 1973 eingestellt, Nachfolgerin wurde die Chiù mit ähnlicher technischer Konzeption, aber modernerer Optik und Benelli-Motor.

## Konstruktion

### Antrieb
Der fahrtwindgekühlte Einzylinder-Zweitaktmotor hat eine Kolbenkantensteuerung mit Flachkolben und drei Reihen von Ein- bzw. Auslassöffnungen. Gestartet wird er durch Treten der Pedale, der Zylinderkopf hat dafür einen Dekompressionsmechanismus. Das Gemisch wird je nach Version von unterschiedlichen Dell’Orto-Vergasern gebildet (siehe Datentabelle). Der Motor hat anfangs 40,9 cm³ Hubraum, der Zylinder liegt schräg nach vorn, der Vergaser steht vor dem Zylinder in Fahrtrichtung. Ab der Überarbeitung für das Modelljahr 1970 wächst der Hubraum auf 48,9 cm³, der Zylinder liegt waagerecht, der Vergaser befindet sich oberhalb vom Zylinder, die ganze Antriebsgruppe bis an das Hinterrad ist verkleidet.
Alle Trotter-Versionen haben eine automatische fliehkraftgesteuerte Einscheibenkupplung im Ölbad mit integriertem Spritzschutz. Bis Ende 1969 war nur ein Schnellschalt-Zweiganggetriebe mit Drehknopfbetätigung am Lenker erhältlich. Ab dann musste man sich für jede der Varianten „Special“ und „Mark“ zwischen den Ausstattungen „M“ (für monomarcia) mit Ein-Gang-Getriebe und „V“ (für variatore) mit stufenlosem Getriebe entscheiden.
Bei den Versionen bis Ende 1969 befindet sich ein kleiner Schalldämpfer quer unterhalb vom Motor, das Endrohr mündet vor dem Hinterrad. Ab dem Modelljahr 1970 mit dem liegenden Zylinder führt ein Abgasrohr unterhalb vom Motor waagerecht nach hinten, wo ein deutlich größerer, länglicher Schalldämpfer links vom Hinterrad angebracht ist.
Gemäß Herstellerangaben für die erste Version der Trotter betragen der Tankinhalt 2,47 Litern, davon 0,35 Liter Reserve, und der Benzinverbrauch 1,5 l/100 km nach CUNA. Somit ergibt sich eine theoretische Reichweite von ca. 160 km. Die maximal überwindbare Steigung wird mit erstaunlichen ca. 16 % angegeben.

### Rahmen und Fahrwerk
Beim ersten Modell hat die Trotter einen relativ einfachen Rahmen aus tiefgezogenen, elektrogeschweißten Stahlblech-Elementen. Nah am Schwerpunkt, im „V“ oberhalb der Pedale, befindet sich ein Tragegriff, erhältlich je nach Variante serienmäßig oder als Originalzubehör, ab 1970 nur noch bei der Variante Trotter Special – der Blechrahmen der Trotter Mark ist stark unterschiedlich konstruiert und eignet sich weniger dafür. Die Radaufhängung ist vorn wie hinten starr. Ab dem Modelljahr 1968 ist die Variante Trotter Super mit „ungedämpfter“ (durch die innere mechanische Reibung eigentlich leicht gedämpfter) Teleskopgabel erhältlich. Ab der großen Überarbeitung für das Modelljahr 1970 haben beide Varianten eine Vorderradgabel aus Tiefziehblech mit geschobener Kurzschwinge, die Dämpfung erfolgt durch mechanische Reibung. Während die Trotter Special die starre Hinterradaufhängung behält, hat die Trotter Mark eine Pressstahlschwinge mit hydraulisch gedämpften Federbeinen.

### Bremsanlage
Alle Versionen sind vorne wie hinten mit Simplex-Trommelbremsen aus Aluminiumguss ausgestattet, die mechanisch über Handbremshebel am Lenker (Vorderbremse rechts und Hinterbremse links) und Seilzüge betätigt werden. Die Bremsklötze haben als Funktionsabmessungen 90 mm Durchmesser und 18 mm Breite.

### Technische Daten
| Version                       | Trotter                | Trotter Normale Trotter VIP Trotter Super | Trotter Special         | Trotter Special         | Trotter Mark            | Trotter Mark            |
| Getriebeoption                | –                      | –                                         | M                       | V                       | M                       | V                       |
| Bauzeitraum                   | 1966–1967              | 1968–1969                                 | 1970–1973               | 1970–1973               | 1970–1973               | 1970–1973               |
| Hubraum                       | 40,9 cm³               | 40,9 cm³                                  | 48,9 cm³                | 48,9 cm³                | 48,9 cm³                | 48,9 cm³                |
| Bohrung × Hub                 | 37 × 38 mm             | 37 × 38 mm                                | 38,5 × 42 mm            | 38,5 × 42 mm            | 38,5 × 42 mm            | 38,5 × 42 mm            |
| Verdichtung                   | 7,5 : 1                | 7,5 : 1                                   | 9,7 : 1                 | 9,7 : 1                 | 9,7 : 1                 | 9,7 : 1                 |
| Vergaser (Dell’Orto)          | SHA14/9                | SHA14/9                                   | SHA14/12                | SHA14/12                | SHA14/12                | SHA14/12                |
| Nennleistung                  | 1,23 PS (0,9 kW)       | 1,23 PS (0,9 kW)                          | 1,73 PS (1,3 kW)        | 1,73 PS (1,3 kW)        | 1,73 PS (1,3 kW)        | 1,73 PS (1,3 kW)        |
| – bei Drehzahl                | 5000/min               | 5000/min                                  | 6000/min                | 6000/min                | 6000/min                | 6000/min                |
| Getriebe                      | 2-Gang, handgeschaltet | 2-Gang, handgeschaltet                    | 1-Gang                  | stufenlos               | 1-Gang                  | stufenlos               |
| Radaufhängung vorn            | starr                  | starr „Super“: Teleskopgabel              | geschobene Kurzschwinge | geschobene Kurzschwinge | geschobene Kurzschwinge | geschobene Kurzschwinge |
| Radaufhängung hinten          | starr                  | starr                                     | starr                   | starr                   | hydraulische Federbeine | hydraulische Federbeine |
| Radgröße vorn & hinten        | 16″ × 1,20″            | 16″ × 1,20″                               | 16″ × 1,50″             | 16″ × 1,50″             | 16″ × 1,50″             | 16″ × 1,50″             |
| Reifengröße vorn & hinten     | 16″ × 2,00″            | 16″ × 2,00″                               | 16″ × 2,25″             | 16″ × 2,25″             | 16″ × 2,25″             | 16″ × 2,25″             |
| Radstand                      | 1035 mm                | 1035 mm                                   | 1058 mm                 | 1058 mm                 | 1120 mm                 | 1120 mm                 |
| Abmessungen (L×B×H)           | 1575 × 645 × 1000 mm   | 1575 × 645 × 1000 mm                      | 1690 × 680 × 1030 mm    | 1690 × 680 × 1030 mm    | 1690 × 680 × 1030 mm    | 1690 × 680 × 1030 mm    |
| Tankinhalt                    | 2,47 l                 | 2,47 l                                    | 2,3 l                   | 2,3 l                   | 3,5 l                   | 3,5 l                   |
| Verbrauch nach CUNA           | 1,5 l / 100 km         | 1,3 l / 100 km                            | 1,6 l / 100 km          | 1,6 l / 100 km          | 1,6 l / 100 km          | 1,6 l / 100 km          |
| Theoretische Reichweite (ca.) | 160 km                 | 190 km                                    | 140 km                  | 140 km                  | 220 km                  | 220 km                  |
| Leergewicht (trocken)         | 35 kg                  | 35 kg „Super“: 36 kg                      | 43 kg                   | 44,5 kg                 | 47 kg                   | 48,5 kg                 |
| Max. Steigung (ca.)           | ca. 16 %               | ca. 16 %                                  | 12 %                    | 16 %                    | 12 %                    | 16 %                    |
| Höchstgeschwindigkeit (ca.)   | 36 km/h                | 40 km/h                                   | 40 km/h                 | 40 km/h                 | 40 km/h                 | 40 km/h                 |

Quellen: